# Persone di nome Johanna
| Questa pagina contiene informazioni ricavate automaticamente dalle voci biografiche con l'ausilio del template Bio e di un bot. L'aggiornamento è periodico e automatico e ricostruisce completamente la pagina. Se manca una persona in questa lista, sei pregato di non aggiungerla, ma accertati piuttosto che la sua voce biografica contenga il template Bio e che i dati anagrafici siano correttamente compilati. Se il template Bio manca, inseriscilo tu stesso o, in alternativa, metti l'avviso {{tmp\|Bio}} che ne segnala la mancanza. Se i dati riportati sono sbagliati, correggi direttamente la voce biografica; le modifiche saranno visibili in questa lista entro pochi giorni. Per chiarimenti vedi il progetto antroponimi. La lista contiene solo le 103 persone che sono citate nell'enciclopedia e per le quali è stato implementato correttamente il template Bio. Pagina aggiornata al 6 ago 2025. |

Questa è una lista di persone presenti nell'enciclopedia che hanno il nome Johanna, suddivise per attività principale.

## Agronome(1)
- Johanna Döbereiner, agronoma e microbiologa cecoslovacca (Ústí nad Labem, n. 1924 - Seropédica, † 2000)

## Allenatrici di calcio(1)
- Johanna Almgren, allenatrice di calcio e ex calciatrice svedese (Borås, n. 1984)

## Allenatrici di tennis(1)
- Johanna Larsson, allenatrice di tennis e ex tennista svedese (Boden, n. 1988)

## Altiste(1)
- Joni Huntley, ex altista statunitense (McMinnville, n. 1956)

## Arrampicatrici(1)
- Johanna Ernst, arrampicatrice austriaca (Mittersill, n. 1992)

## Astronome(1)
- Sofia Feltzing, astronoma svedese (Göteborg, n. 1965)

## Attiviste(2)
- Magda Goebbels, attivista tedesca (Berlino, n. 1901 - Berlino, † 1945)
- Hanna Sheehy-Skeffington, attivista irlandese (Kanturk, n. 1877 - Dublino, † 1946)

## Attrici(9)
- Johanna Braddy, attrice statunitense (Atlanta, n. 1987)
- Johanna Hofer, attrice tedesca (Berlino, n. 1896 - Monaco di Baviera, † 1988)
- Hansi Niese, attrice austriaca (Vienna, n. 1875 - Vienna, † 1934)
- Johanna Nurmimaa, attrice, cantante e doppiatrice finlandese (Helsinki, n. 1962)
- Johanna Sällström, attrice svedese (Stoccolma, n. 1974 - Malmö, † 2007)
- Johanna Terwin, attrice tedesca (Kaiserslautern, n. 1884 - Zurigo, † 1962)
- Johanna Wokalek, attrice tedesca (Friburgo in Brisgovia, n. 1975)
- Johanna ter Steege, attrice olandese (Wierden, n. 1961)
- Johanna von Koczian, attrice e cantante tedesca (Berlino, n. 1933 - Berlino, † 2024)

## Attrici pornografiche(1)
- Puma Swede, ex attrice pornografica svedese (Stoccolma, n. 1976)

## Biatlete(2)
- Johanna Puff, biatleta tedesca (n. 2002)
- Johanna Skottheim, biatleta svedese (Transtrand, n. 1994)

## Bibliotecarie(1)
- Johanna Piesch, bibliotecaria, fisica e matematica austriaca (Innsbruck, n. 1892 - Vienna, † 1992)

## Calciatori(1)
- Johanna Omolo, calciatore keniota (Nairobi, n. 1989)

## Calciatrici(2)
- Johanna Elsig, ex calciatrice tedesca (Düren, n. 1992)
- Johanna Rasmussen, ex calciatrice danese (Nykøbing Falster, n. 1983)

## Cantanti(7)
- Johanna Debreczeni, cantante finlandese (Tampere, n. 1980)
- Johanna Iivanainen, cantante finlandese (Oulu, n. 1976)
- Johanna Kurkela, cantante finlandese (Lumijoki, n. 1985)
- Marie Lindberg, cantante svedese (Kungshamn, n. 1975)
- Yona, cantante finlandese (Austria, n. 1984)
- Johanna Siekkinen, cantante finlandese (n. 1976)
- Johanna von Trapp, cantante austriaca (Zell am See, n. 1919 - Vienna, † 1994)

## Cantautrici(3)
- Winona Oak, cantautrice svedese (Sollerön, n. 1994)
- Dotter, cantautrice svedese (Arvika, n. 1987)
- Charlotte Wessels, cantautrice olandese (Zwolle, n. 1987)

## Cestiste(3)
- Johanna Boutet, ex cestista francese (Tours, n. 1970)
- Anneke Mourits, ex cestista olandese (Waddinxveen, n. 1961)
- Johanna Tayeau, ex cestista francese (Les Abymes, n. 1989)

## Chitarriste(1)
- Johanna Beisteiner, chitarrista austriaca (Wiener Neustadt, n. 1976)

## Conduttrici televisive(1)
- Johanna Martes Vidal, conduttrice televisiva dominicana (Santo Domingo, n. 1974)

## Danzatrici(2)
- Hanna Berger, danzatrice, coreografa e insegnante austriaca (Vienna, n. 1910 - Berlino, † 1962)
- Hanya Holm, danzatrice e coreografa tedesca (Worms, n. 1893 - New York, † 1992)

## Disegnatrici(1)
- Johanna von Isser Großrubatscher, disegnatrice austriaca (Novacella, n. 1802 - Innsbruck, † 1880)

## Filosofe(1)
- Johanna Brenner, filosofa statunitense

## Fondiste(2)
- Johanna Hagström, fondista svedese (n. 1998)
- Johanna Matintalo, fondista finlandese (n. 1996)

## Fotografe(1)
- Johanna Elisabeth Meyer, fotografa e giornalista norvegese (Tønsberg, n. 1899 - Oslo, † 1968)

## Funzionarie(1)
- Johanna Wolf, funzionaria tedesca (Monaco di Baviera, n. 1900 - Monaco di Baviera, † 1985)

## Giocatrici di curling(1)
- Johanna Heldin, giocatrice di curling svedese (Uppsala, n. 1994)

## Hockeiste su prato(1)
- Janneke Schopman, hockeista su prato olandese (Haarlem, n. 1977)

## Insegnanti(1)
- Anne Sullivan, insegnante statunitense (Feeding Hills, n. 1866 - New York, † 1936)

## Lottatrici(1)
- Johanna Mattsson, lottatrice svedese (Gällivare, n. 1988)

## Matematiche(1)
- Hanna Neumann, matematica tedesca (Lankwitz, n. 1914 - Ottawa, † 1971)

## Militari(1)
- Juana Bormann, militare tedesca (Birkenfelde, n. 1893 - Hameln, † 1945)

## Miniatrici(1)
- Johanna Emerentia von Bilang, miniaturista svedese (Stoccolma, n. 1777 - † 1857)

## Modelle(4)
- Johanna Ehrenstrasser, modella austriaca (Vienna, n. 1939 - † 1980)
- Johanna Lasic, modella argentina (Buenos Aires, n. 1985)
- Johanna Lind, modella e conduttrice televisiva svedese (Åtvidaberg, n. 1971)
- Johanna Solano, modella costaricana (San José, n. 1990)

## Nobildonne(3)
- Johanna Theresia Lamberg, nobildonna austriaca (Vienna, n. 1639 - Vienna, † 1716)
- Johanna von Pernstein, nobildonna ceca (Praga, n. 1566 - Madrid, † 1631)
- Jenny von Westphalen, nobildonna tedesca (Salzwedel, n. 1814 - Londra, † 1881)

## Nobili(1)
- Johanna von Puttkamer, nobile tedesca (Viartlum, n. 1824 - Varzin, † 1894)

## Nuotatrici(3)
- Johanna Selbach, nuotatrice olandese (Haarlem, n. 1918 - Zoetermeer, † 1998)
- Johanna Sjöberg, ex nuotatrice svedese (Bromölla, n. 1978)
- Hannie Termeulen, nuotatrice olandese (Wiesbaden, n. 1929 - Amsterdam, † 2001)

## Ostacoliste(1)
- Johanna Schaller, ex ostacolista tedesca (Artern/Unstrut, n. 1952)

## Paleontologhe(1)
- Tilly Edinger, paleontologa tedesca (Francoforte, n. 1897 - Cambridge, † 1967)

## Pattinatrici di velocità su ghiaccio(2)
- Ans Schut, ex pattinatrice di velocità su ghiaccio olandese (Apeldoorn, n. 1944)
- Letitia de Jong, pattinatrice di velocità su ghiaccio olandese (Feanwâlden, n. 1993)

## Pesiste(1)
- Johanna Lüttge, pesista tedesca (Gebesee, n. 1936 - Lipsia, † 2022)

## Pittrici(3)
- Johanna Herolt-Graff, pittrice, disegnatrice e illustratrice tedesca (Francoforte sul Meno, n. 1668 - Suriname)
- Johanna Vergouwen, pittrice fiamminga (Anversa, n. 1630 - Anversa, † 1714)
- Johanna Bonger, pittrice olandese (Amsterdam, n. 1862 - Laren, † 1925)

## Poetesse(2)
- Anna Blaman, poetessa e scrittrice olandese (Rotterdam, n. 1905 - Rotterdam, † 1960)
- Ina Seidel, poetessa e scrittrice tedesca (Halle, n. 1885 - Schäftlarn, † 1974)

## Politiche(4)
- Hanja Maij-Weggen, politica olandese (Klazienaveen, n. 1943)
- Johanna Mikl-Leitner, politica austriaca (Hollabrunn, n. 1964)
- Johanna Rolland, politica francese (Nantes, n. 1979)
- Hanna Walz, politica tedesca (Templin, n. 1918 - Fulda, † 1997)

## Psichiatre(1)
- Johanna Decker, psichiatra tedesca (Norimberga, n. 1918 - Lupane, † 1977)

## Schermitrici(1)
- Johanna de Boer, schermitrice olandese (Amsterdam, n. 1901 - Amsterdam, † 1984)

## Sciatrici alpine(4)
- Johanna Boiardt, ex sciatrice alpina svedese (n. 1999)
- Johanna Bœuf, ex sciatrice alpina francese (Albertville, n. 1997)
- Johanna Greber, ex sciatrice alpina austriaca (n. 1999)
- Johanna Schnarf, ex sciatrice alpina italiana (Bressanone, n. 1984)

## Scrittrici(9)
- Rahel Sanzara, scrittrice e attrice tedesca (Jena, n. 1894 - Berlino, † 1936)
- Henriette Davidis, scrittrice tedesca (Wengern, n. 1800 - Dortmund, † 1876)
- Johanna Fateman, scrittrice, musicista e produttrice discografica statunitense (Stati Uniti, n. 1974)
- Johanna Spyri, scrittrice svizzera (Hirzel, n. 1827 - Zurigo, † 1901)
- Johanna Eleonora De la Gardie, scrittrice e poetessa svedese (Amburgo, n. 1661 - Stoccolma, † 1708)
- Johanna Lindsey, scrittrice statunitense (Francoforte sul Meno, n. 1952 - Nashua, † 2019)
- Aspazija, scrittrice lettone (Jelgava, n. 1865 - Dubulti, † 1943)
- Johanna Schopenhauer, scrittrice e poetessa tedesca (Danzica, n. 1766 - Jena, † 1838)
- Else Ury, scrittrice tedesca (Berlino, n. 1877 - Auschwitz, † 1943)

## Soprani(2)
- Johanna Gadski, soprano tedesco (Anklam, n. 1872 - Berlino, † 1932)
- Johanna Wagner, soprano tedesca (Seelze, n. 1828 - Würzburg, † 1894)

## Tenniste(1)
- Johanna Konta, ex tennista australiana (Sydney, n. 1991)

## Violiniste(1)
- Johanna Martzy, violinista ungherese (Timișoara, n. 1924 - Glarona, † 1979)

## Senza attività specificata(5)
- Johanna Marie Barends, olandese (n. 1893)
- Johanna van Beethoven, austriaca (Vienna, n. 1786 - Baden bei Wien, † 1868)
- Johanna Eck, tedesca (Berlino, n. 1888 - Tempelhof, † 1979)
- Hannelore Kohl, tedesca (Berlino, n. 1933 - Ludwigshafen am Rhein, † 2001)
- Johanna Sebus, tedesca (n. 1791 - Brienen, † 1809)